# Disanayaka Mudiyanselage Jayaratne
Disanayaka Mudiyanselage Jayaratne, más conocido como D. M. Di Mu Jayaratne (7 de junio de 1931-Kandy, 19 de noviembre de 2019), fue un político esrilanqués que ocupó el cargo de primer ministro de Sri Lanka desde el 21 de abril de 2010 hasta el 9 de enero de 2015. Fue miembro fundador del Partido de la Libertad de Sri Lanka.

## Biografía
En 1970 entró en el parlamento por primera vez. En 1994 fue nombrado ministro de Agricultura del Gobierno de Chandrika Bandaranaike Kumaratunga. Volvió a ocupar ese cargo en 2000. Entre 2004 y 2010 ocupó diversos puestos en el Gobierno del presidente Mahinda Rajapaksa. Tras la victoria de su partido en las elecciones de 2010, Rajapaksa lo nombró primer ministro, un cargo con escasos poderes al ser un país presidencialista. Además ocupó el ministerio de Asuntos Religiosos.